# Росица Ганева
Росица Ганева е българска поп-певица.

## Биография
Родена е на 13 декември 1954 г. в град Чирпан. Завършва Естрадния факултет при Българска държавна консерватория в класа на Стефан Анастасов през 1975 г. Започва концертната си дейност с трио „Обектив“ – 1974 г., а първият ѝ запис е на песента „Спасено небе“ (м. Захари Георгиев).
Участвала е в международния конкурс за изпълнители на „Шлагерфестивал“ в Дрезден – 1975 г. (награда на Съюза на композиторите на Германия), „Интерталант“ – Чехия, 1976 г., „Златният Орфей“ – 1976 г. (награда на ОС – Бургас). Представената от нея песен „Не съжалявам“ (м. Владимир Наумов) печели първа награда и наградата на публиката на Младежкия конкурс за забавна песен – 1975 г.
Участва и в концерти из Русия, Полша, Румъния, Монголия, Куба и др.
Работи като солистка на естрадния ансамбъл към Войски на Министерството на транспорта в София от 1982 г. до началото на 90-те години. БНТ осъществява телевизионен филм с песни, изпълнявани от нея през 1983 г. На „Мелодия на годината“ 87 участва с песента на Стефан Диомов „Огледален свят“.
През 1995 г. издава последния си албум с група „Сигнал“.
През 2004 г. записва последните си песни с младия композитор Димитър Киров, а след това се занимава с преподаване на каланетика и стреч аеробика.
За нея са писали музика композиторите Зорница Попова, Тончо Русев, Стефан Диомов, Иван Пеев, Атанас Косев, Димитър Бояджиев, Мария Ганева, Димитър Гетов, Митко Щерев, и други. Най-известните песни от репертоара на Росица Ганева са „Очакване“, „Ти, Ромео“, „Цветове“, „Огледален свят“, „Сляп ден“, „Разкажи ми твоя сън“ и „Безумни желания“. През 2010 г. музикална компания „БГ Къмпани“ издава албум „The Best“, включващ най-доброто от Росица Ганева.

## Награди и участия на фестивали
| Година | Награда                                  | Песен / Композитор                    | Фестивал                                    | Град / Държава |
| ------ | ---------------------------------------- | ------------------------------------- | ------------------------------------------- | -------------- |
| 1997   | Участие                                  |                                       | Фестивал за забавна песен „Песни за морето“ | Бургас         |
| 1996   | Участие                                  |                                       | Фестивал за забавна песен „Песни за морето“ | Бургас         |
| 1976   | Награда на ОС – Бургас                   |                                       | Международен фестивал „Златният Орфей“      | Слънчев бряг   |
| 1976   | Участие                                  |                                       | Международен фестивал „Интерталант“         | Чехословакия   |
| 1975   | Награда на Съюза на композиторите на ГДР |                                       | Международен фестивал „Шлагерфестивал“      | Дрезден, ГДР   |
| 1975   | I награда                                | „Не съжалявам“ (муз. Владимир Наумов) | Младежки конкурс за забавна песен           | София          |
| 1975   | Наградата на публиката                   | „Не съжалявам“ (муз. Владимир Наумов) | Младежки конкурс за забавна песен           | София          |

## Дискография

### Студийни албуми
| Година | Албум                                    | Вид | Издател   | Каталожен номер |
| ------ | ---------------------------------------- | --- | --------- | --------------- |
| 2001   | „Безименна страст. Неиздаден албум“      | MC  |           |                 |
| 1995   | „Безумни желания“                        | MC  | Пайнер    | 9506085         |
| 1987   | „Огледален свят“                         | LP  | Балкантон | ВТА 12163       |
| 1983   | „Ти, Ромео“ – с участието на „Тоника СВ“ | LP  | Балкантон | BTA 11238       |

### Малки плочи
| Година | Албум             | Вид | Издател   | Каталожен номер |
| ------ | ----------------- | --- | --------- | --------------- |
| 1985   | „От жарта ти ида“ | SP  | Балкантон | ВТК 3632        |

### Компилации
| Година | Албум      | Вид | Издател          | Каталожен номер |
| ------ | ---------- | --- | ---------------- | --------------- |
| 2010   | „The Best“ | CD  | BG Music company |                 |

### Други песни
| Година | Албум                                                                         | Вид | Издател   | Каталожен номер |
| ------ | ----------------------------------------------------------------------------- | --- | --------- | --------------- |
| 1985   | Росица Ганева и Михаил Йончев – „Ще помня твоя бряг“                          | SP  | Балкантон | ВТК 3819        |
| 1978   | Росица Ганева и Михаил Йончев – „Надиграване“ – от фестивала „Златният Орфей“ | LP  | Балкантон |                 |

## Обществен ангажимент
Росица Ганева е член на Сдружение „Независими автори, музиканти и продуценти“ (СНАМП) и участник в инициативата „Концерти с кауза“.